# Radio Maryja
Radio Maryja è un'emittente radiofonica cattolica fondata in Polonia, il 9 dicembre 1991 e diretta da Padre Tadeusz Rydzyk.

## Storia
Nel 2005, in occasione delle elezioni presidenziali e elezioni parlamentari, l'emittente radiofonica ha sostenuto il partito conservatore Diritto e Giustizia (Prawo i Sprawiedliwość) di Lech Kaczyński
Il nome "Maryja" si riferisce a Maria, la madre di Gesù. L'emittente radiofonica polacca non deve essere confusa con Radio Maria, un servizio di broadcasting radiofonico cattolico internazionale.
L'emittente radiofonica è stata più volte criticata per alcune trasmissioni xenofobe e antisemite. La radio ha altresì avuto numerosi contrasti con il Vaticano di Ratzinger per le sue prese di posizione politiche.
Polemiche da parte di alcune personalità ebraiche si sono levate a causa di un "baciamano" di padre Tadeusz Rydzyk (direttore dell'emittente polacca) a Papa Benedetto XVI, dopo aver preso parte ad una udienza privata dopo l'Angelus del 5 agosto 2007 per parlare della sua posizione. Una successiva nota della Sala Stampa vaticana ha ribadito che ciò "non implica alcun mutamento nella ben nota posizione della Santa Sede sui rapporti tra cattolici ed ebrei".